# 温迪罕秃鲁花
温迪罕秃鲁花（?—?），又名秃鲁欢、秃鲁罕，元朝大臣，元世祖时中书参知政事，女真人。
至元二十年（1283年）温迪罕秃鲁花担任中书省参议。至元二十一年（1284年），元世祖起用卢世荣理财，温迪罕秃鲁花和右丞相和礼霍孙等人被罢职。随后再任参知政事。